# Sōten no Ken
Sōten no Ken (蒼天の拳, Punho do Céu Azul) é uma série de mangás japonesa escrita e ilustrada por Tetsuo Hara, com supervisão de Buronson. Foi lançada na revista Weekly Comic Bunch de 2001 a 2010; os capítulos foram compilados em 22 volumes tankōbon pela editora Shinchosha. É uma predecessora a Hokuto no Ken, um mangá popular da década de 80, originalmente ilustrado por Hara e escrito por Buronson. A série se passa principalmente em Xangai, durante a década de 30, e conta a história de Kasumi Kenshiro, o 62º herdeiro da arte marcial Hokuto Shinken e predecessor de Kenshiro, protagonista de Hokuto no Ken. O mangá foi adaptado em um anime de 26 episódios, exibido pela TV Asahi de 2006 a 2007.
Uma continuação do mangá, intitulada Sōten no Ken: Re:Genesis (蒼天の拳 RE:GENESIS), começou a ser lançada na edição de dezembro de 2017 da revista Comic Zenon. Uma nova adaptação em anime com o mesmo título está agendada para ser exibida pela Tokyo MX a partir do dia 2 de abril de 2018.

## Visão geral do enredo
O protagonista da história é Kasumi Kenshiro, mais conhecido como "Yan-Wang", ou "Rei do Inferno" (oriundo do mito de Yan Luo Wang). Em Tóquio, ele é apenas um professor descontraído de uma universidade feminina. Porém, ele é, na verdade, o herdeiro de Hokuto Shinken, uma arte marcial assassina chinesa, e um antigo membro de Qing-Bang, uma gangue mafiosa de Xangai. Após um antigo amigo e ex-colega lhe contar que Pan Guang-Lin, seu melhor amigo, e Yu-Ling, sua ex-namorada, haviam sido assassinados por Hong-Hua-Hui, uma gangue inimiga de Qing-Bang, Kenshiro decide voltar à Xangai para se vingar.
Em Xangai, Kasumi enfrenta os herdeiros das outras duas famílias de Hokuto (baseadas nas famílias reais de Romance dos Três Reinos) e ajuda a gangue Qing-Bang a se reerguer contra Hong-Hua-Hui e a recuperar seu território e sua influência em Xangai.

## Personagens

### Hokuto Shinken
"Punho Divino da Ursa Maior" (北斗神拳, Hokuto Shinken).
Kenshirō Kasumi (霞 拳志郎, Kasumi Kenshirō), dublado por Kōichi Yamadera.
O personagem principal e o 62º herdeiro de Hokuto Shinken. Conhecido em Xangai como "Yan-Wang" (閻王, En'ō).

## Mídia

### Mangá
Escrito e ilustrado por Tetsuo Hara, Sōten no Ken foi lançado pela revista Weekly Comic Bunch ao longo de toda a sua história. Começando com sua primeira edição, de 29 de maio de 2001 (de acordo com a capa), os capítulos foram publicados de forma irregular até a última edição, em agosto de 2010. A editora Shinchosha compilou os capítulos em 22 volumes tankōbon.

### Anime
Um anime baseado em Sōten no Ken foi exibido semanalmente no Japão pela TV Asahi nas quintas-feiras, às 02h40 da madrugada, de 4 de outubro de 2006 a 14 de março de 2007. A série durou apenas 26 episódios, mas quatro deles (os episódios 16, 17, 18 e 21) não foram ao ar durante a exibição original. A série completa sem censura foi lançada em formato de DVD na Região 2 por Universal Entertainment Japan, incluindo os episódios que não foram ao ar. O anime é uma adaptação dos primeiros oito volumes do mangá.

#### Lista de episódios
| #  | Título                                                                               | Exibição original       |
| -- | ------------------------------------------------------------------------------------ | ----------------------- |
| 01 | "Procura-se o Rei do Inferno" "Shōkinkubi En'ō" (賞金首・閻王)                       | 04 de outubro de 2006   |
|    |                                                                                      |                         |
| 02 | "Código de Honra" "Kōko no Giki" (江胡の義気)                                        | 11 de outubro de 2006   |
|    |                                                                                      |                         |
| 03 | "O herdeiro de Hokuto" "Hokuto o Tsugumono" (北斗を継ぐ者)                           | 18 de outubro de 2006   |
|    |                                                                                      |                         |
| 04 | "Reze para o Céu Azul" "Sōten ni Negae" (蒼天に願え)                                 | 25 de outubro de 2006   |
|    |                                                                                      |                         |
| 05 | "Em Xangai" "Shanhai ni Tatsu" (上海に立つ)                                          | 01 de novembro de 2006  |
|    |                                                                                      |                         |
| 06 | "O Jogo da Morte" "Gyakusatsu no Shokei Yūgi" (虐殺の処刑遊戯)                       | 08 de novembro de 2006  |
|    |                                                                                      |                         |
| 07 | "O confronto" "Gekitotsu" (激突)                                                     | 15 de novembro de 2006  |
|    |                                                                                      |                         |
| 08 | "Ore ao Deus do Inferno" "Jigoku no Kami ni Inore" (地獄の神に祈れ)                  | 22 de novembro de 2006  |
|    |                                                                                      |                         |
| 09 | "Um destino coberto de sangue" "Chi Nurareta Shukumei Yue ni" (血塗られた宿命ゆえに) | 29 de novembro de 2006  |
|    |                                                                                      |                         |
| 10 | "Batalha entre Mestres de Hokuto" "Hokuto Dōshi no Tatakai" (北斗同士の戦い)         | 06 de dezembro de 2006  |
|    |                                                                                      |                         |
| 11 | "Pergunte ao Dragão" "Ryū ni Toe" (龍に問え)                                         | 13 de dezembro de 2006  |
|    |                                                                                      |                         |
| 12 | "Sinal de Ressurreição" "Fukkatsu no Noroshi" (復活の狼煙)                           | 20 de dezembro de 2006  |
|    |                                                                                      |                         |
| 13 | "Além da loucura" "Kyōki no Tate ni..." (狂気の果てに...)                            | 10 de janeiro de 2007   |
|    |                                                                                      |                         |
| 14 | "Jornada do Destino" "Unmei no Tabi" (運命の旅)                                      | 17 de janeiro de 2007   |
|    |                                                                                      |                         |
| 15 | "A bela amazona rebelde" "Utsukishi Bazoku" (美しき馬賊)                             | 24 de janeiro de 2007   |
|    |                                                                                      |                         |
| 16 | "À procura de refúgio" "Ansoku no Chi o Motomete" (安息の地を求めて)                 | DVD                     |
|    |                                                                                      |                         |
| 17 | "Datenshou, a Sentença de Morte" "Shi no Senkoku! Datenshō" (死の宣告!堕天掌)        | DVD                     |
|    |                                                                                      |                         |
| 18 | "A aura de Hokuto Soukaken" "Hokuto Sōkaken no Tōki" (北斗曹家拳の闘気)              | DVD                     |
|    |                                                                                      |                         |
| 19 | "Uma ousada oferenda de flores" "Kizentaru Kenka" (毅然たる献花)                     | 31 de janeiro de 2007   |
|    |                                                                                      |                         |
| 20 | "Um capricho do Destino" "Unmei no Itazura" (運命の悪戯)                             | 07 de fevereiro de 2007 |
|    |                                                                                      |                         |
| 21 | "Um confronto ardente" "Moetagiru Taiji" (燃えたぎる対峙)                            | DVD                     |
|    |                                                                                      |                         |
| 22 | "A técnica secreta de Tai-Yan Zhang" "Chō Taien no Ōgi" (張太炎の奥義)               | 14 de fevereiro de 2007 |
|    |                                                                                      |                         |
| 23 | "A dor inesquecível" "Wasureinu Itami" (忘れ得ぬ痛み)                                | 21 de fevereiro de 2007 |
|    |                                                                                      |                         |
| 24 | "Uma lembrança intensa" "Fukaku Tsuyoki Omoi" (深く強き想い)                         | 28 de fevereiro de 2007 |
|    |                                                                                      |                         |
| 25 | "Um banquete e um tiro" "Shukuen to Jūsei" (祝宴と銃声)                              | 07 de março de 2007     |
|    |                                                                                      |                         |
| 26 | "Por um futuro melhor" "Yori Yoi Ashita e" (より良い明日へ)                          | 14 de março de 2007     |
|    |                                                                                      |                         |